# Knížecí seč
Knížecí seč je přírodní rezervace poblíž obce Rouchovany v okrese Třebíč v nadmořské výšce 320–394 metrů. Oblast spravuje Krajský úřad Kraje Vysočina. Území se nachází na jižním svahu na levém břehu řeky Rokytné nedaleko Nového mlýna u Tavíkovic, necelý kilometr východně od Knížecí seče se nachází přírodní rezervace Výrova skála.
Jako exklávu teplomilné květeny Knížecí seč popsal Jan Roleček v roce 2011. V roce 2016 proběhla inventarizace druhů na lokalitě.

## Ochrana
Důvodem ochrany jsou společenstva teplomilných doubrav, teplomilné doubravy, stepní trávníky a druhy rostlin a živočichů žijících na území rezervace. Jsou jimi bělolist nejmenší (Filago minima), dub pýřitý (Quercus pubescens), hvězdice chlumní (Aster amellus), chruplavník větší (Polycnemum majus), růže galská (Rosa gallica), řebříček panonský (Achillea pannonica), vstavač nachový (Orchis purpurea), zvonek boloňský (Campanula bononiensis), krasec (Acmaeoderella flavofasciata), okáč medyňkový (Hipparchia fagi), přástevník kostivalový (Euplagia quadripunctaria), ještěrka zelená (Lacerta viridis) a dudek chocholatý (Upupa epops). Kromě těchto zvláště chráněných v oblasti žije asi 40 druhů ptáků.
Mezi kriticky ohrožené druhy nacházející se na území rezervace patří chruplavník větší (Polycnemum majus), jazýček jadranský (Himantoglossum adriaticum), krasec (Acmaeoderella flavofasciata), mandelinka (Chrysochus asclepiadeus), ploskoroh pestrý (Libelloides macaronius), luňák hnědý (Milvus migrans) a ještěrka zelená (Lacerta viridis).
Přírodní rezervace vyžadovala v roce 2016 okamžitý začátek péče o lokalitu. Bylo potřeba zahájit pravidelné kosení, odstranění křovin a postupné úpravy lesních porostů.